# 田纳西野人
田纳西野人（英文：Tennessee Wildman）是指出没于美国田纳西州的神秘动物。田纳西野人的目击者历史可以追溯至19世纪晚期，一些目击者看见一个高七英尺、眼睛发红、有着深灰色或深红色的头发、头发和胡须长达腰间、发出恐怖声音的野人。在19世纪的一则民间传说中，田纳西野人来自麦克奈里县的一个马戏团，这只野人被捕获并关押于笼中供人观赏，后来野人破坏牢笼并逃脱。田纳西野人最后的目击来自20世纪90年代，地点为卡特县-麦克奈里县一带。
超自然现象调查员罗伯·菲利普斯（Robb Phillips）曾经目击田纳西野人，在2015年1月24日，他于电视节目《Monsters and Mysteries in America》中讲述这次目击事件。美国电视节目《美国的怪兽与奥秘》中的一集以田纳西野人为主题。